# 森泉笙子
森泉 笙子（もりいずみ しょうこ、1933年11月9日- ）は、日本の作家・画家。

## 略歴
東京出身。本名・渡辺美佐子。別名・関根庸子。武蔵野高等学校卒業。伊藤道郎舞踊研究所に学び、マネキン、ファッションモデルなどをへて、朱里みさを舞踊団に入り、ハワイをはじめ各地を巡業。1957-58年日劇ミュージックホール出演中、丸尾長顕によって文学的才能をみいだされ、「私は宿命に唾をかけたい」でデビュー。1959年から65年まで新宿のバー「カヌー」のマダム。65年埴谷雄高に師事し、森泉笙子の筆名をもらう。のち主婦となり、2010年より画家として活動する。

## 著書
- 『私は宿命に唾をかけたい』関根庸子、光文社、1959
- 『危険な共存』河出書房新社 1970
- 『天国の一歩手前』三一書房 1984
- 『新宿の夜はキャラ色 芸術家バー・カヌー』三一書房 1986
- 『香港の"朝起き会"』竹楽房 1988
- 『ブーゲンビレアの花冠 ダンシング、イン、ハワイ』三一書房 1990
- 『食用花』深夜叢書社 2000
- 『青鈍色の川』深夜叢書社 2009